# NGC 4445
NGC 4445 is een spiraalvormig sterrenstelsel in het sterrenbeeld Maagd. Het hemelobject werd op 24 april 1865 ontdekt door de Duits-Deense astronoom Heinrich Louis d'Arrest.

## Synoniemen
- IC 793
- UGC 7587
- MCG 2.32.72
- ZWG 70.104
- VCC 1086
- PGC 40987